# 함경선

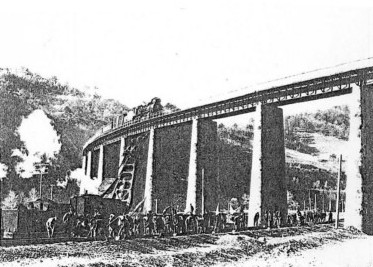
창평역 일대의 선로 부설 공사

함경선(咸鏡線)은 함경남도 원산시의 원산역과 함경북도 종성군에 있는 상삼봉역(현재는 온성군에 있음.)을 연결하던 철도 노선으로, 그 길이는 664.0km였다. 1914년 원산역-영흥역 구간이 착공되었고 1928년 완공되었다. 현재는 조선민주주의인민공화국에 의해 원산역-고원역 구간은 구경원선과 합쳐져서 강원선으로 되었고, 고원역~청진역 구간은 평원선과 합쳐져서 평라선에 편입되었다. 그리고 청진역~상삼봉역 구간은 현재 함북선에 포함되어 있다.

## 연혁
- 1914년 10월 1일: 원산역~문천역 구간 착공.[1]
- 1916년 9월 21일: 문천역~영흥역 34.4km 구간 개통.
- 1916년 11월 5일: 청진역(청진청년역)~창평역 55.7km 구간 개통.
- 1917년 9월 16일: 창평역~풍산역 13.4km 구간 개통.
- 1917년 11월 25일: 풍산역~회령역 24.7km 구간 개통.
- 1919년 12월 10일: 나남역~수성역 14.9km 구간 개통.(현재의 강덕선 구간 포함)
- 1919년 12월 15일: 영흥역~함흥역 69.5km 구간 개통.
- 1920년 11월 11일: 주을역(경성역)~나남역 21.0km 구간 개통.
- 1922년 12월 1일: 함흥역~서호진역(서호역) 18.0km 구간 개통.
- 1923년 9월 25일: 서호진역~퇴조역(락원역) 18.4km 구간 개통.
- 1924년 10월 11일: 퇴조역~양화역, 단천역(단천청년역)~길주역(길주청년역), 수남역[2]~주을역 구간 개통.[3]
- 1925년 11월 1일: 양화역~속후역 구간(14.1km) 개통. 석막역 개업.
- 1926년 11월 11일: 속후역~신북청역 8.9km 구간 개통.
- 1926년 12월 1일: 극동역~수남역 구간 개통.
- 1927년 6월 10일: 용담역 개업.
- 1927년 8월 1일: 용동역~극동역 8.1km 구간 개통.
- 1927년 12월 1일: 신북청역~반송역(盤松驛)[4], 군선역(리원역)~단천역, 길주역~용동역 구간 개통.
- 1927년 12월 21일: 문봉역 개업.
- 1928년 8월 31일: 반송역(盤松驛) 폐지.[5]
- 1928년 9월 1일: 거산역~군선역(리원역) 26.1km 구간의 개통으로 전구간 개통. 원산역~회령역 구간은 '함경본선'(咸鏡本線)으로, 청진역~수성역 구간은 '청진선'(淸津線)으로 개명됨.[5]
- 1929년 6월 15일: 상룡전역(상룡반역) 개업.
- 1930년 4월 1일: 영업거리 단위를 마일에서 킬로미터로 개정.[6]
- 1931년 6월 15일: 만춘역 개업.[7]
- 1931년 9월 10일: 영안역(삼향역) 개업.
- 1931년 12월 26일: 흥남본정역(일본어: 興南本町驛) 개업(원산역 기점 135.9km 지점).
- 1933년 10월 1일: 본선 중 수성역~회령역 구간, 청진선, 회령탄광선, 도문선은 남만주철도에 의하여 위탁경영됨.
- 1935년 5월 1일: 범포역 개업.
- 1935년 11월 1일: 용평역을 어대진역으로 개명함.[8]
- 1937년 1월 1일: 송단역을 이원역으로 개명함.[9]
- 1937년 5월 16일: 의호역을 원산역 방향으로 1.9km 이전함.[10]
- 1937년 8월 1일: 의호역을 강상리역으로 개명함.[11]
- 1939년 8월 16일: 학중역(송상역) 개업.[12]
- 1939년 9월 16일: 현흥역, 마전역 개업.[13]
- 1939년 11월 1일: 세포리역, 온수평역 개업.[14]
- 1940년 9월 30일: 흥남본정역 폐지.[15]
- 1940년 10월 1일: 도문선구간 중 회령역~상삼봉역 구간이 본선에 편입됨.
- 1941년 4월 16일: 신성진역(장평역) 개업.[16]
- 1941년 12월 1일: 나남역~청진역 구간 개통. 이에 따라 기존구간인 나남역~수성역 구간은 강덕선으로 분리됨.[17]
- 1942년 2월 1일: 선로의 개축공사가 완료되어 본선의 청진역~창평역 구간의 영업거리가 변경됨. 이에 따라 청진역~수성역 구간의 거리가 9.0km에서 7.8km로 축소됨.[18]
- 1942년 2월 16일: 대덕역 개업.[19]
- 1945년 2월 1일: 중호역 개업.[20]

## 역목록(1945년 7월 기준)
| 역이름             | 현재의 역이름      | 영업거리 (km) | 접속노선                                                 | 소재지 (1945년 당시) | 소재지 (1945년 당시) | 소재지 (1945년 당시) |
| ------------------ | ------------------ | ------------- | -------------------------------------------------------- | -------------------- | -------------------- | -------------------- |
| 원산(元山)         |                    | 0.0           | 경원선(강원선일부)                                       | 함경남도             | 원산부               | 원산부               |
| 덕원(德源)         | 세길(―)            | 5.5           |                                                          | 함경남도             | 문천군               | 덕원면               |
| 문평(文坪)         | 문천(文川)         | 12.6          |                                                          | 함경남도             | 문천군               | 북성면               |
| 문천(文川)         | 옥평(玉坪)         | 20.0          | 조선무연탄주식회사철도(문천항선)                         | 함경남도             | 문천군               | 문천면               |
| 용담(龍潭)         | 룡담               | 29.9          | 천내리선(천내선)                                         | 함경남도             | 문천군               | 천내읍               |
| 전탄(箭灘)         |                    | 34.5          |                                                          | 함경남도             | 고원군               | 상산면               |
| 고원(高原)         |                    | 42.0          | 평원선(평라선일부)                                       | 함경남도             | 고원군               | 고원읍               |
| 현흥(玄興)         |                    | 47.0          |                                                          | 함경남도             | 고원군               | 군내면               |
| 영흥(永興)         | 금야(金野)         | 54.4          |                                                          | 함경남도             | 영흥군               | 영흥읍               |
| 마장(馬場)         | 인흥(仁興)         | 62.8          |                                                          | 함경남도             | 영흥군               | 덕흥면               |
| 범포(范浦)         |                    | 70.1          |                                                          | 함경남도             | 영흥군               | 인흥면               |
| 왕장(旺場)         |                    | 77.7          |                                                          | 함경남도             | 영흥군               | 인흥면               |
| 문봉(文峰)         |                    | 82.5          |                                                          | 함경남도             | 정평군               | 문산면               |
| 신상(新上)         |                    | 87.0          |                                                          | 함경남도             | 정평군               | 신상면               |
| 부평(富坪)         |                    | 93.8          |                                                          | 함경남도             | 정평군               | 광덕면               |
| 정평(定平)         |                    | 103.5         |                                                          | 함경남도             | 정평군               | 정평면               |
| 함남흥상(咸南興上) | 함주(咸州)         | 111.7         |                                                          | 함경남도             | 함주군               | 주지면               |
| 함흥(咸興)         |                    | 123.9         | 신흥철도 장진선(신흥선 일부)                             | 함경남도             | 함흥부               | 함흥부               |
| 본궁(本宮)         | 창흥(昌興)         | 132.7         |                                                          | 함경남도             | 흥남부               | 흥남부               |
| 흥남(興南)         |                    | 139.3         |                                                          | 함경남도             | 흥남부               | 흥남부               |
| 서호진(西湖津)     | 서호(西湖)         | 141.9         | 신흥철도 흥남선(신흥선 지선)                             | 함경남도             | 흥남부               | 흥남부               |
| 마전(麻田)         |                    | 146.4         |                                                          | 함경남도             | 흥남부               | 흥남부               |
| 여호(呂湖)         | 려호               | 156.1         |                                                          | 함경남도             | 함주군               | 퇴조면               |
| 퇴조(退潮)         | 락원(樂園)         | 160.3         |                                                          | 함경남도             | 함주군               | 퇴조면               |
| 세포리(細浦里)     |                    | 165.6         |                                                          | 함경남도             | 홍원군               | 보청면               |
| 삼호(三湖)         |                    | 173.4         |                                                          | 함경남도             | 홍원군               | 삼호면               |
| 용운(龍雲)         | 룡운               | 181.5         |                                                          | 함경남도             | 홍원군               | 홍원읍               |
| 전진(前津)         | 홍원(洪原)         | 186.5         |                                                          | 함경남도             | 홍원군               | 홍원읍               |
| 경포(景浦)         |                    | 192.5         |                                                          | 함경남도             | 홍원군               | 경운면               |
| 운포(雲浦)         |                    | 199.9         |                                                          | 함경남도             | 홍원군               | 경운면               |
| 중호(中湖)         |                    | 203.5         |                                                          | 함경남도             | 홍원군               | 용원면               |
| 영무(靈武)         | 풍어(豊漁)         | 205.8         |                                                          | 함경남도             | 홍원군               | 용원면               |
| 신포(新浦)         |                    | 212.3         |                                                          | 함경남도             | 북청군               | 신포읍               |
| 양화(陽化)         |                    | 218.3         |                                                          | 함경남도             | 북청군               | 양화면               |
| 강상리(江上里)     |                    | 225.4         |                                                          | 함경남도             | 북청군               | 속후면               |
| 속후(俗厚)         |                    | 232.4         |                                                          | 함경남도             | 북청군               | 속후면               |
| 신북청(新北靑)     |                    | 241.3         | 북청선(덕성선)                                           | 함경남도             | 북청군               | 신북청면             |
| 신창(新昌)         | 경안(景安)         | 246.7         |                                                          | 함경남도             | 북청군               | 신창읍               |
| 거산(居山)         |                    | 254.9         |                                                          | 함경남도             | 북청군               | 거산면               |
| 건자(乾自)         |                    | 260.0         |                                                          | 함경남도             | 북청군               | 거산면               |
| 나흥(羅興)         | 라흥               | 263.8         | 이원철산선(리원선)                                       | 함경남도             | 이원군               | 남송면               |
| 증산(曾山)         |                    | 267.1         | 차호선(리원선)                                           | 함경남도             | 이원군               | 남송면               |
| 염분(鹽盆)         |                    | 273.9         |                                                          | 함경남도             | 이원군               | 남송면               |
| 이원(利原)         | 송단(松端)         | 277.3         |                                                          | 함경남도             | 이원군               | 남송면               |
| 군선(群仙)         | 리원(利原)         | 281.0         |                                                          | 함경남도             | 이원군               | 동면                 |
| 쌍암(雙巖)         |                    | 286.4         |                                                          | 함경남도             | 이원군               | 동면                 |
| 곡구(谷口)         |                    | 291.4         |                                                          | 함경남도             | 이원군               | 동면                 |
| 기암(奇巖)         |                    | 296.3         |                                                          | 함경남도             | 단천군               | 복귀면               |
| 용강(龍崗)         | 신단천(新端川)     | 302.2         |                                                          | 함경남도             | 단천군               | 복귀면               |
| 오몽리(五夢里)     |                    | 307.8         |                                                          | 함경남도             | 단천군               | 복귀면               |
| 단천(端川)         | 단천청년(端川靑年) | 312.5         | 단풍철도(단풍선)                                         | 함경남도             | 단천군               | 단천읍               |
| 여해진(汝海津)     |                    | 321.1         | 조선마그네사이트개발철도(금골선)                         | 함경남도             | 단천군               | 이중면               |
| 용대(龍臺)         | 룡대               | 328.3         |                                                          | 함경북도             | 학성군               | 학남면               |
| 일신(日新)         |                    | 335.1         |                                                          | 함경북도             | 학성군               | 학남면               |
| 만춘(晩春)         |                    | 342.8         |                                                          | 함경북도             | 학성군               | 학남면               |
| 쌍룡(雙龍)         |                    | 348.5         |                                                          | 함경북도             | 성진부               | 성진부               |
| 성진(城津)         | 김책(金策)         | 354.9         |                                                          | 함경북도             | 성진부               | 성진부               |
| 신성진(新城津)     | 장평(長坪)         | 361.2         |                                                          | 함경북도             | 성진부               | 성진부               |
| 농성(農城)         | 학성(鶴城)         | 363.9         |                                                          | 함경북도             | 학성군               | 학상면               |
| 학중(鶴中)         | 송상(松上)         | 368.3         |                                                          | 함경북도             | 학성군               | 학중면               |
| 업억(業億)         |                    | 375.7         |                                                          | 함경북도             | 학성군               | 학서면               |
| 원평(院坪)         |                    | 381.6         |                                                          | 함경북도             | 학성군               | 학서면               |
| 노동(蘆洞)         | 로동               | 389.6         |                                                          | 함경북도             | 길주군               | 덕산면               |
| 길주(吉州)         | 길주청년(吉州靑年) | 397.2         | 혜산선(백두산청년선)                                     | 함경북도             | 길주군               | 길주읍               |
| 금송(金松)         |                    | 404.8         |                                                          | 함경북도             | 길주군               | 길주읍               |
| 온수평(溫水坪)     |                    | 408.8         |                                                          | 함경북도             | 길주군               | 길주읍               |
| 고참(古站)         | 명천(明川)         | 414.9         |                                                          | 함경북도             | 명천군               | 아간면               |
| 내포(內浦)         |                    | 423.6         |                                                          | 함경북도             | 명천군               | 아간면               |
| 명천(明川)         | 룡반(龍蟠)         | 428.1         |                                                          | 함경북도             | 명천군               | 상우북면             |
| 상룡전(上龍田)     |                    | 432.1         |                                                          | 함경북도             | 명천군               | 하우면               |
| 용동(龍洞)         | 룡동               | 436.6         |                                                          | 함경북도             | 명천군               | 서면                 |
| 영안(永安)         | 삼향(三鄕)         | 441.4         |                                                          | 함경북도             | 명천군               | 서면                 |
| 극동(極洞)         |                    | 444.7         |                                                          | 함경북도             | 명천군               | 동면                 |
| 조막산(造幕山)     |                    | 451.2         |                                                          | 함경북도             | 명천군               | 동면                 |
| 봉강(鳳岡)         |                    | 462.0         |                                                          | 함경북도             | 경성군               | 어랑면               |
| 어대진(漁大津)     |                    | 470.8         |                                                          | 함경북도             | 경성군               | 어랑면               |
| 회문(會文)         | 어랑(漁郞)         | 480.1         |                                                          | 함경북도             | 경성군               | 주북면               |
| 용현(龍峴)         | 룡현               | 489.7         |                                                          | 함경북도             | 경성군               | 주을읍               |
| 주을(朱乙)         | 경성(鏡城)         | 496.9         |                                                          | 함경북도             | 경성군               | 주을읍               |
| 생기령(生氣嶺)     |                    | 501.5         |                                                          | 함경북도             | 경성군               | 주을읍               |
| 경성(鏡城)         | 승암(勝巖)         | 509.6         |                                                          | 함경북도             | 경성군               | 경성면               |
| 나남(羅南)         | 라남               | 517.9         | 강덕선                                                   | 함경북도             | 청진부               | 청진부               |
| 청진서항(淸津西港) | 송평(松坪)         | 525.9         |                                                          | 함경북도             | 청진부               | 청진부               |
| 청진어항(淸津漁港) | 수남(水南)         | 528.3         |                                                          | 함경북도             | 청진부               | 청진부               |
| 청진(淸津)         | 청진청년(淸津靑年) | 531.0         |                                                          | 함경북도             | 청진부               | 청진부               |
| 수성(輸城)         |                    | 538.8         | 강덕선                                                   | 함경북도             | 청진부               | 청진부               |
| 석막(石幕)         |                    | 544.4         |                                                          | 함경북도             | 부령군               | 석막면               |
| 장흥(章興)         |                    | 552.2         |                                                          | 함경북도             | 부령군               | 석막면               |
| 부령(富寧)         |                    | 566.7         |                                                          | 함경북도             | 부령군               | 부령면               |
| 고무산(古茂山)     |                    | 573.0         | 무산선                                                   | 함경북도             | 부령군               | 서상면               |
| 창평(蒼坪)         |                    | 585.5         |                                                          | 함경북도             | 부령군               | 서상면               |
| 전거리(全巨里)     |                    | 592.8         |                                                          | 함경북도             | 회령군               | 창두면               |
| 풍산(豊山)         |                    | 598.9         |                                                          | 함경북도             | 회령군               | 창두면               |
| 중도(中島)         |                    | 610.5         |                                                          | 함경북도             | 회령군               | 벽성면               |
| 대덕(大德)         |                    | 616.5         |                                                          | 함경북도             | 회령군               | 벽성면               |
| 회령(會寧)         | 회령청년(會寧靑年) | 623.6         | 회령탄광선                                               | 함경북도             | 회령군               | 회령읍               |
| 금생(金生)         |                    | 627.3         |                                                          | 함경북도             | 회령군               | 팔을면               |
| 고령진(高嶺鎭)     |                    | 633.0         |                                                          | 함경북도             | 회령군               | 화풍면               |
| 학포(鶴浦)         |                    | 641.3         |                                                          | 함경북도             | 종성군               | 남산면               |
| 신전(新田)         |                    | 650.7         |                                                          | 함경북도             | 종성군               | 남산면               |
| 간평(間坪)         |                    | 657.1         |                                                          | 함경북도             | 종성군               | 남산면               |
| 상삼봉(上三峰)     | 삼봉(三峰)         | 664.0         | 만주철도 북선서부선(함북선 일부) 만주국철 조개선(朝開線) | 함경북도             | 종성군               | 남산면               |

- 장흥역과 상삼봉역(삼봉역) 구간의 거리는 1937년도 자료에 의거하여 작성함.